# Wiśnia piłkowana

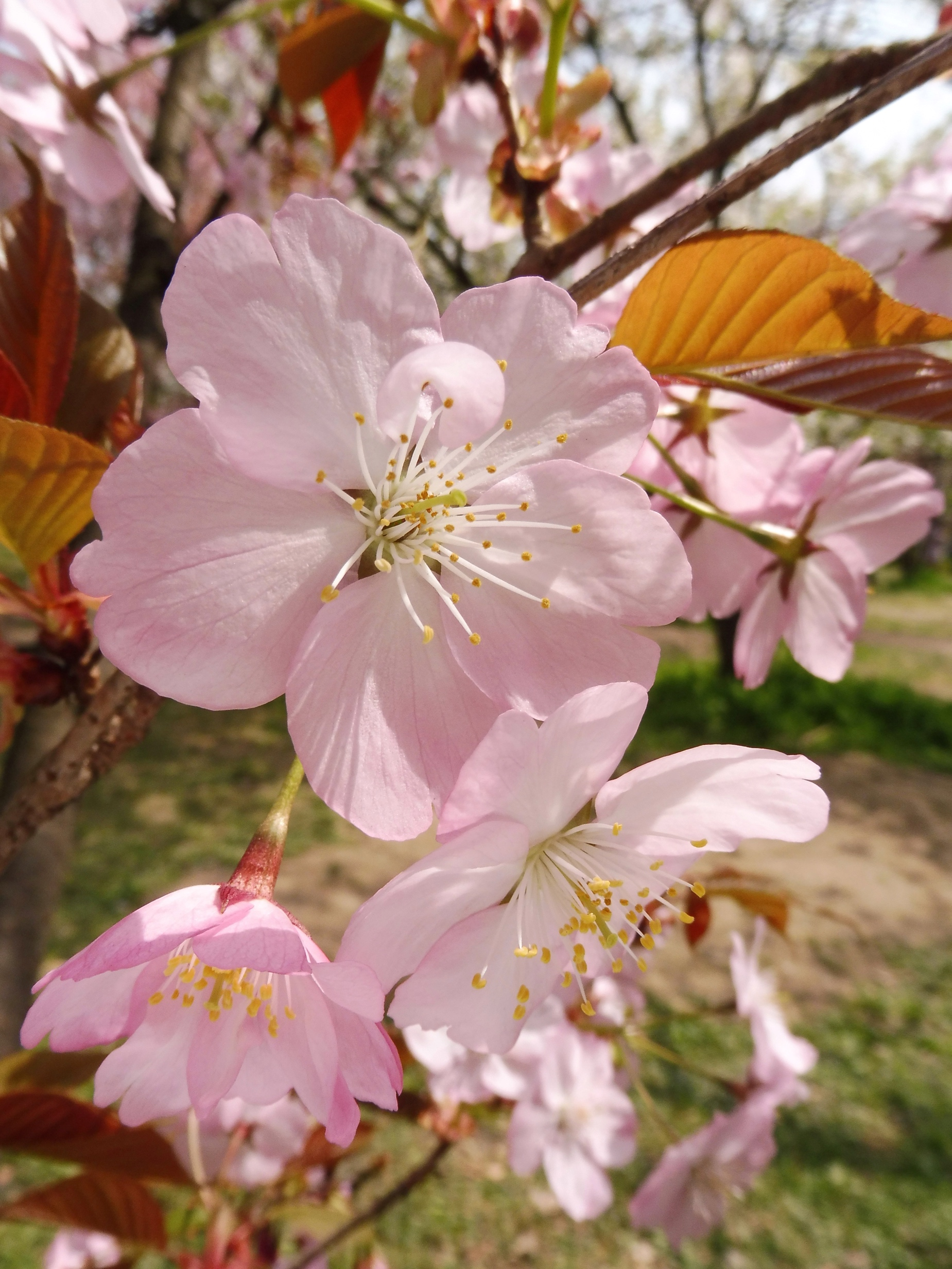
Kwiaty odmiany 'Kenrokuen-Kumagai'

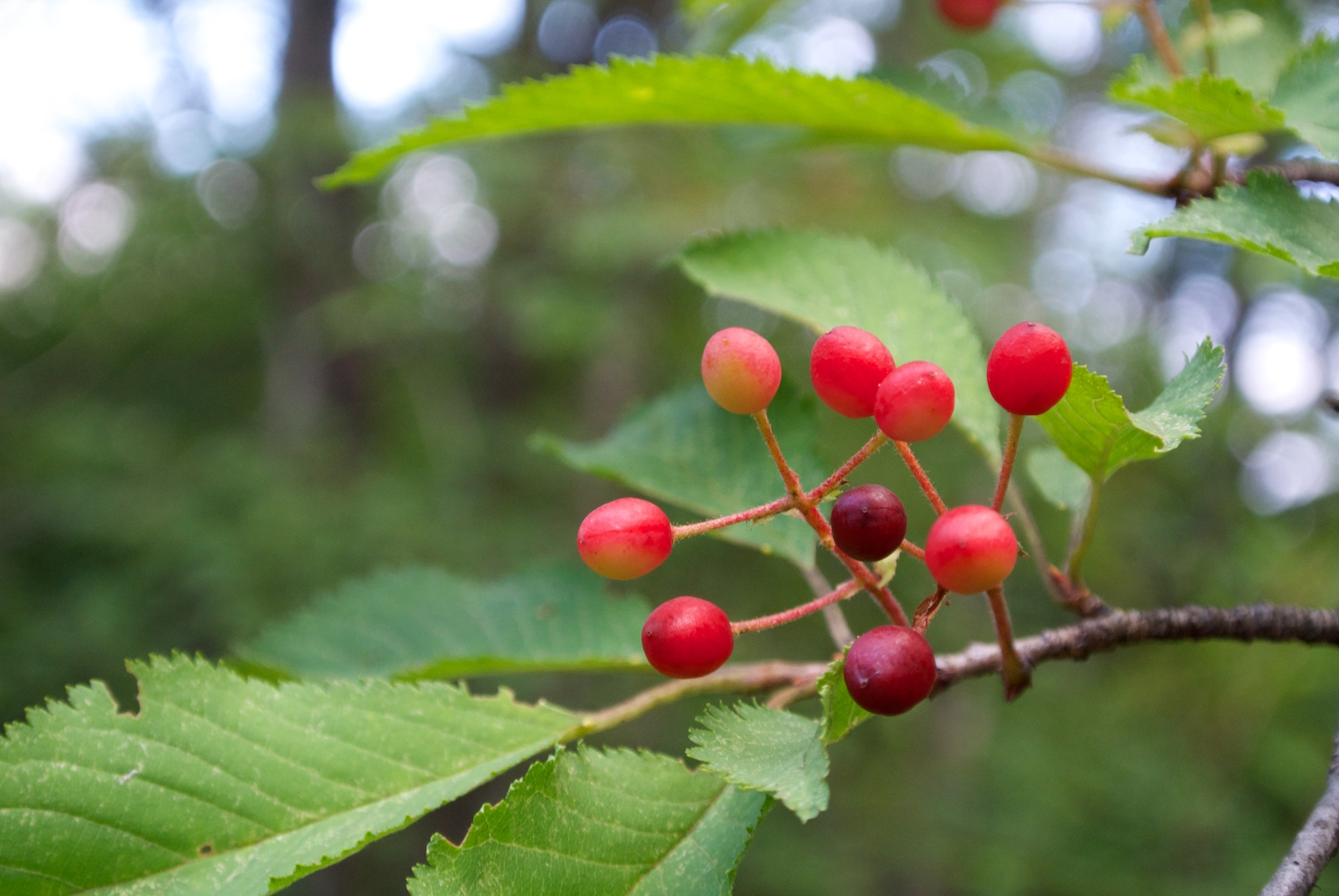
Owoce

Wiśnia piłkowana, wiśnia japońska (Prunus serrulata Lindl.) – gatunek drzewa z rodziny różowatych. Pochodzi z Chin. Jest uprawiany w wielu krajach świata jako roślina ozdobna. 

## Morfologia
PokrójNieduże drzewo. Osiąga wysokość do 10 m i szerokość korony do 8 m (są odmiany dużo mniejsze). Na głównym pniu wytwarza kilka równorzędnych gałęzi wznoszących się do góry, które tworzą parasolowatą koronę.
LiścieEliptyczne, pojedyncze, błyszczące, o piłkowanych brzegach. Kolor zależny od odmiany; istnieją odmiany o liściach zielonych, lub brązowoczerwonych. Jesienią przed opadnięciem przebarwiają się na żółto.
KwiatySą największą ozdobą tej rośliny. Roślina kwitnie od kwietnia do maja, niezwykle obficie. Kwiaty pojawiają się jeszcze przed rozwojem liści. Wydzielają słabą, delikatną woń. Pełne, różowe, białoróżowe lub białe kwiaty (zależnie od odmiany) zebrane są w kwiatostan, po kilka lub kilkanaście kwiatów. Kwiaty o średnicy do 5 cm, przedsłupne, zapylane są przez owady (błonkówki).
OwocPestkowiec. Hodowane odmiany nie wytwarzają zazwyczaj owoców. Odmiany owocujące wytwarzają owoce niejadalne dla ludzi, chętnie jednak zjadane przez ptaki.

## Systematyka
W tradycyjnych ujęciach systematycznych wyróżniających drobne rodzaje w obrębie Prunus (w tym m.in. wg krytycznej listy roślin naczyniowych Polski), wiśnia karłowata zaliczana jest do rodzaju wiśnia jako Cerasus serrulata G. Don. 

## Zastosowanie
Roślina ozdobna: Jedno z najładniej kwitnących wiosną drzew. Od dawna uprawiana była w Japonii, gdzie podczas kwitnienia jest główną atrakcją obchodów tradycji hanami. W Polsce jest uprawiana w kilku odmianach (gł. o różowej lub biało-różowej barwie kwiatów), jako drzewo ozdobne.

## Uprawa
Potrzebuje stanowiska słonecznego. Nie ma większych wymagań co do gleby, przez długi czas może rosnąć w dużej donicy, jest dość odporna na suszę. Nie jest całkiem wytrzymała na mróz, dlatego nie należy jej sadzić w rejonach Polski o silnych mrozach. Jest wrażliwa na zasolenie gleby. Rozmnaża się przez szczepienie, albo okulizację, na podkładce czereśni ptasiej. Należy usuwać odrosty pojawiające się na pniu. Nie lubi cięcia, jeżeli przycinanie będzie konieczne, należy rany po cięciu opryskać preparatem grzybobójczym, lub zasmarować maścią sadowniczą.

## Odmiany
- 'Amanogawa' – odmiana o smukłej koronie. Osiąga wysokość 4-7m, przy średnicy korony do 2 m. Młode liście są brązowo-czerwone, potem zmieniają kolor na zielony. Jasnoróżowe kwiaty, średnicy ok. 4 cm, pełne, zakwitają w maju.
- 'Fudan-zakura' – odmiana niska, z rozłożystą koroną. Kwiaty różowe. Kwitnie stopniowo, od wiosny do jesieni.
- 'Kanzan' – odmiana o karminowych, pełnych kwiatach o średnicy do 6 cm, zwisających na długich szypułkach.. Kwitnie wiosną, jednorazowo, bardzo obficie. Drzewo o koronie odwrotnie stożkowatej, wyrasta do 10 m, korona ma średnicę 5 – 8 m.
- 'Kiku-shidare-sakura' – odmiana o zwisających gałęziach. Osiąga wysokość 5 m i średnicę korony 4 m. Kwiaty intensywnie różowe. Najlepiej sadzić ją pojedynczo, na otwartej przestrzeni, by wyeksponować oryginalny pokrój drzewa. Polecana do ogrodów przydomowych.
- 'Pink Perfection' – mieszaniec dwu odmian japońskich, wyhodowany w Anglii w 1935 r. Osiąga wysokość 12 m, ma półpełne, lekko purpurowe kwiaty, a młode liście są jasnobrązowe.
- 'Royal Burgundy' – mutacja odmiany `Kinzan` wyhodowana w USA. Ma liście zachowujące przez całą wiosnę i lato bordowy kolor.